# L'Épreuve du sablier
 (octobre 2023).
Si vous disposez d'ouvrages ou d'articles de référence ou si vous connaissez des sites web de qualité traitant du thème abordé ici, merci de compléter l'article en donnant les références utiles à sa vérifiabilité et en les liant à la section « Notes et références ».
L'Épreuve du sablier est la trente-troisième histoire de la série Le Scrameustache de Gos. Elle a été publiée pour la première fois du no 3140 au no 3151 du journal Spirou, puis en album en 1998.

## Synopsis
15 ans ont passé pour la Princesse Lila. Elle envoie sa fille vers la Terre pour prouver ses origines.